# Kabinett Georgios A. Papandreou
Das Kabinett Georgios A. Papandreou regierte Griechenland vom 7. Oktober 2009 bis 11. November 2011 und folgte auf das Kabinett Kostas Karamanlis II.

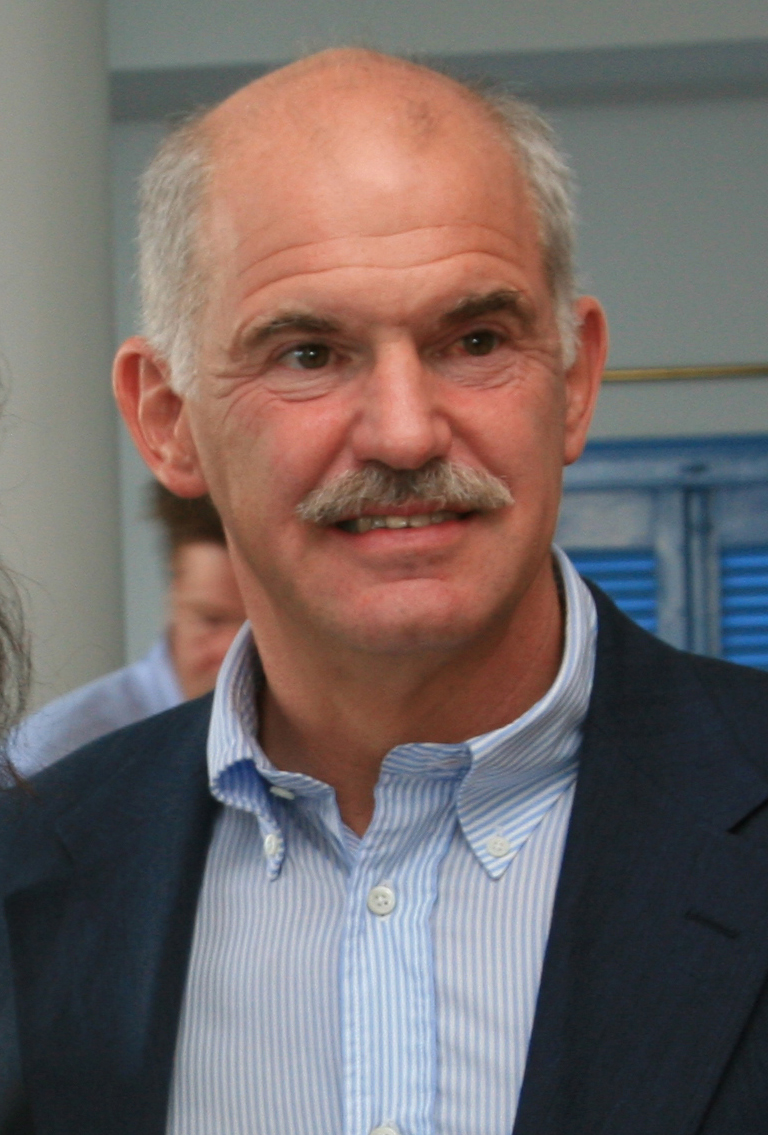
Georgios A. Papandreou

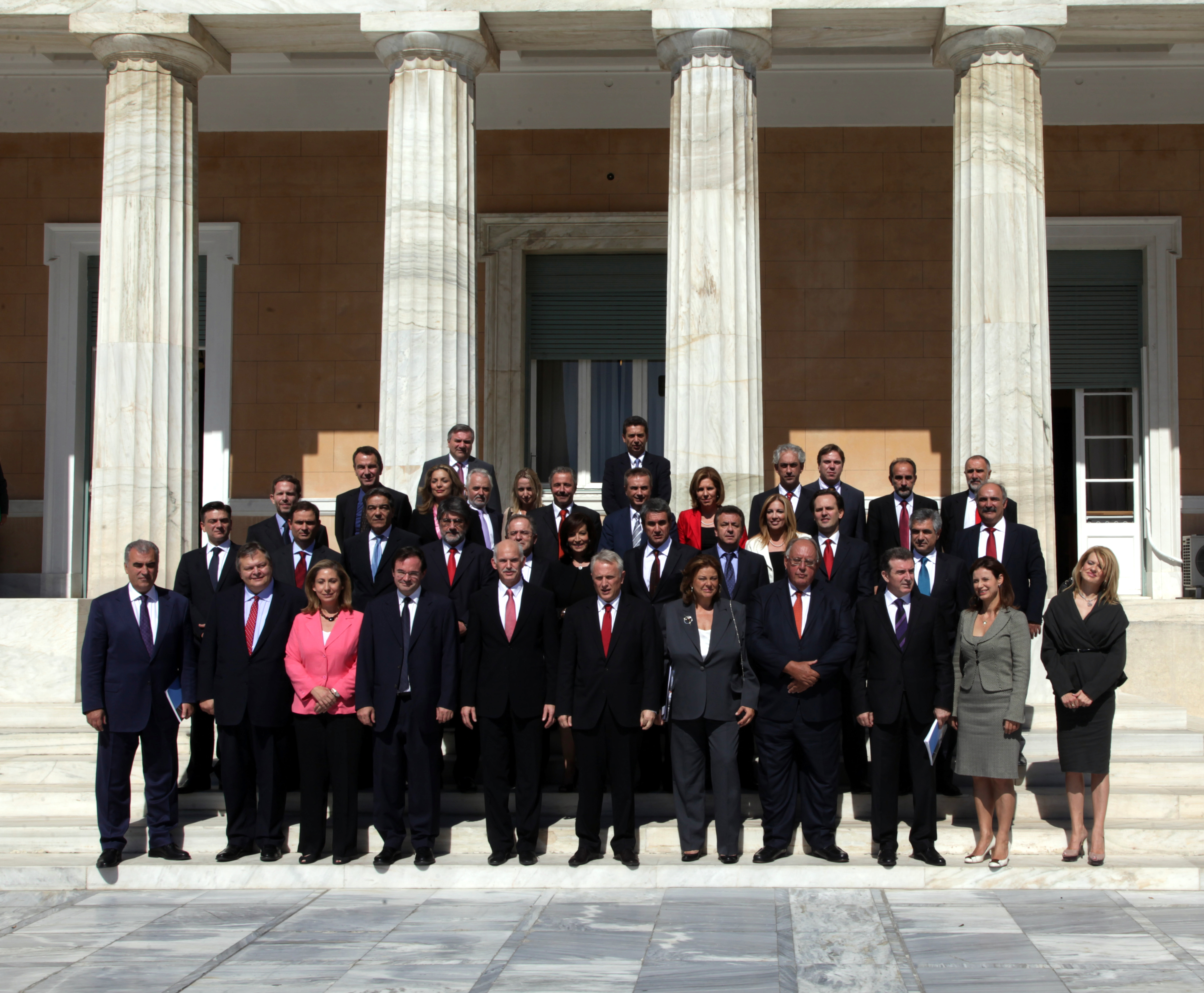
Papandreou mit Kabinett am 7. Oktober 2009

## Minister
| Ministerium | Amtsinhaber                                 | Griechische Schreibweise    |
| --- | ------------------------------------------- | --------------------------- |
| Ministerpräsident | Georgios A. Papandreou                      | Γεώργιος Α. Παπανδρέου      |
| Stellvertretende Ministerpräsidenten | Theodoros Pangalos                          | Θεόδωρος Πάγκαλος           |
| Stellvertretende Ministerpräsidenten | Evangelos Venizelos ab 17. Juni 2011        | Ευάγγελος Βενιζέλος         |
| Außenminister | Georgios A. Papandreou                      | Γεώργιος Α. Παπανδρέου      |
| Außenminister | Dimitris Droutsas ab 7. September 2010      | Δημήτρης Δρούτσας           |
| Außenminister | Stavros Lambrinidis ab 17. Juni 2011        | Σταύρος Λαμπρινίδης         |
| Minister für Inneres, Dezentralisation und E-Government¹ bis 17. Juni 2011 Innenminister Minister für Dezentralisation und E-Government | Giannis Ragousis                            | Γιάννης Ραγκούσης           |
| Minister für Inneres, Dezentralisation und E-Government¹ bis 17. Juni 2011 Innenminister Minister für Dezentralisation und E-Government | Charis Kastanidis ab 17. Juni 2011          | Χάρης Καστανίδης            |
| Minister für Inneres, Dezentralisation und E-Government¹ bis 17. Juni 2011 Innenminister Minister für Dezentralisation und E-Government | Dimitris Reppas ab 17. Juni 2011            | Δημήτρης Ρέππας             |
| Finanzminister | Giorgos Papakonstantinou                    | Γιώργος Παπακωνσταντίνου    |
| Finanzminister | Evangelos Venizelos ab 17. Juni 2011        | Ευάγγελος Βενιζέλος         |
| Verteidigungsminister | Evangelos Venizelos                         | Ευάγγελος Βενιζέλος         |
| Verteidigungsminister | Panos Beglitis ab 17. Juni 2011             | Πάνος Μπεγλίτης             |
| Justizminister | Charis Kastanidis                           | Χάρης Καστανίδης            |
| Justizminister | Miltiadis Papaioannou ab 17. Juni 2011      | Μιλτιάδης Παπαϊωάννου       |
| Arbeitsminister | Andreas Loverdos                            | Ανδρέας Λοβέρδος            |
| Arbeitsminister | Louka Katseli ab 7. September 2010          | Λούκα Κατσέλη               |
| Arbeitsminister | Giorgos Koutroumanis ab 17. Juni 2011       | Γιώργος Κουτρουμάνης        |
| Minister für Umwelt, Energie und den Klimawandel                                                                                        | Tina Birbili                                | Τίνα Μπιρμπίλη              |
| Minister für Umwelt, Energie und den Klimawandel                                                                                        | Giorgos Papakonstantinou ab 17. Juni 2011   | Γιώργος Παπακωνσταντίνου    |
| Minister für Entwicklung, Wettbewerbsfähigkeit und Schifffahrt                                                                          | Louka Katseli                               | Λούκα Κατσέλη               |
| Minister für Entwicklung, Wettbewerbsfähigkeit und Schifffahrt                                                                          | Michalis Chrysochoidis ab 7. September 2010 | Μιχάλης Χρυσοχοΐδης         |
| Minister für Gesundheit und soziale Solidarität                                                                                         | Mariliza Xenogiannakopoulou                 | Μαριλίζα Ξενογιαννακοπούλου |
| Minister für Gesundheit und soziale Solidarität                                                                                         | Andreas Loverdos ab 7. September 2010       | Ανδρέας Λοβέρδος            |
| Landwirtschaftsminister | Katerina Batzeli                            | Κατερίνα Μπατζελή           |
| Landwirtschaftsminister | Kostas Skandalidis ab 7. September 2010     | Κώστας Σκανδαλίδης          |
| Minister für Bildung, Lebenslanges Lernen und Religion                                                                                  | Anna Diamantopoulou                         | Άννα Διαμαντοπούλου         |
| Kultur- und Tourismusminister | Pavlos Geroulanos                           | Παύλος Γερουλάνος           |
| Minister für Infrastruktur und Verkehr                                                                                                  | Dimitris Reppas                             | Δημήτρης Ρέππας             |
| Minister für Infrastruktur und Verkehr                                                                                                  | Giannis Ragousis ab 17. Juni 2011           | Γιάννης Ραγκούσης           |
| Minister für Bürgerschutz | Michalis Chrysochoidis                      | Μιχάλης Χρυσοχοΐδης         |
| Minister für Bürgerschutz | Christos Papoutsis ab 7. September 2010     | Χρήστος Παπουτσής           |
| Staatsminister² | Charis Pamboukis                            | Χάρης Παμπούκης             |
| Staatsminister² | Ilias Mosialos ab 17. Juni 2011             | Ηλίας Μόσιαλος              |

Änderungen im Juni 2011
¹ Der Aufgabenbereich (Dezentralisation und E-Government) trennte sich vom Innenministerium und wandelte sich in ein selbstständiges Ministerium
² Der neue Staatsminister übernahm auch die Aufgabe des Regierungssprechers
Alle Mitglieder dieser Regierung gehörten der PASOK Partei an.

## Regierungszeit
Bei der Parlamentswahl am 4. Oktober 2009 gewann die PASOK mit einem Stimmenanteil von 43,9 Prozent die absolute Mehrheit der Parlamentssitze. Zwei Tage später wurde Papandreou als neuer Ministerpräsident vereidigt. Er übernahm in seiner Regierung, bis zum 7. September 2010, auch das Außenministerium.
Der Beginn seiner Amtszeit wurde überschattet durch die zu Tage tretende griechische Finanzkrise. In einer Fernsehansprache Anfang Februar 2010 kündigte Papandreou weitere Sparmaßnahmen zur Vermeidung eines Staatsbankrotts an. Seitdem hatte die Regierung Papandreou in mehreren Schritten Steuern erhöht und drastische Sparmaßnahmen beschlossen. Von Seiten des Internationalen Währungsfonds, der Europäischen Union und der Europäischen Zentralbank bekam Griechenland darauf ein mehr als 110 Milliarden Kreditpaket in Aussicht gestellt. Mitte Juni 2011 bildete Papandreou unter dem Druck massiver Proteste seine Regierung um. Er ersetzte seinen Finanzminister Giorgos Papakonstantinou durch den bisherigen Verteidigungsminister Evangelos Venizelos, nachdem er Loukas Papadimos – Ökonom und von 2002 bis 2010 Vizepräsident der Europäischen Zentralbank (EZB) – nicht für dieses Amt gewinnen konnte.
Am 19. Juni 2011 stellte Papandreou im Parlament die Vertrauensfrage und kündigte für den Herbst ein Referendum an, bei dem die griechischen Bürger über Reformen zur „Modernisierung des Staates“ entscheiden sollen. Die Abstimmung über die Vertrauensfrage in der Nacht zum 22. Juni gewann Papandreous Regierung und die Mehrheit der Abgeordneten signalisierte ihr Einverständnis zu neuen Sparvorgaben der EU und des IWF. Für die Regierung votierten alle 155 Abgeordneten seiner Partei, der regierenden PASOK. 143 Parlamentarier stimmten dagegen, während zwei unabhängige Abgeordnete abwesend waren.
Ein Anfang November 2011 von Papandreou überraschend angekündigtes Referendum über die Sparauflagen, die auf die Beschlüsse des zurückliegenden Euro-Gipfels in Brüssel zur Griechenlandhilfe (vgl. EFSF) zurückgingen, sagte Papandreou nach massiver innen- wie außenpolitischer Kritik ab und stellte sich daraufhin erfolgreich einer weiteren Vertrauensfrage.

## Abfolge
Am 6. November 2011 einigte sich Papandreou mit Oppositionsführer Samaras auf eine Übergangsregierung mit Beteiligung der Parteien Nea Dimokratia und LAOS, die für die Umsetzung der geforderten Ziele der Troika (EU, EZB und IWF) sorgen sollte, um das Land aus der Krise zu führen.
Dafür stellte er auch sein Amt zur Verfügung, welches er am 9. November durch seinen Rücktritt offiziell abgab.
So wurde das Kabinett Papandreou am 11. November vom Kabinett Loukas Papadimos abgelöst.